# Enrico d'Aragona
Enrico d'Aragona (XV secolo – 1478) era figlio di Ferdinando I di Napoli e della sua concubina Diana Guardato, fu marchese di Gerace.

## Biografia
Figlio spurio del re di Napoli Ferrante d'Aragona e di Diana Guardato, per il cui parto la donna morì, stando al racconto dei Successi tragici et amorosi di Silvio Ascanio Corona.
Secondo altre fonti era figlio di Giovanna Caracciolo, ma questo renderebbe impossibile la sua nascita, in quanto la donna fu amante di re Ferrante tra il 1472 e il 1474.
Il 21 maggio 1473 Enrico ottenne dal padre il feudo di Gerace, che dopo essersi liberata del dominio dei Caracciolo era diventata città demaniale. Nello stesso anno sposò Polissena Ventimiglia.
Enrico è noto soprattutto per le drammatiche circostanze della sua morte. Morì infatti dopo aver mangiato dei funghi velenosi nel Castello di Terranova da Sibari, dove si era recato, ospite di Marino Correale di Grotteria, per riscuotere tributi per conto del re di Napoli. Assieme a lui morirono altre persone, mentre il fratello Cesare marchese di Santa Agata, che aveva anch'egli mangiato i funghi, sopravvisse. La moglie di Enrico, Polissena Ventimiglia, incinta del figlio Carlo e con i quattro figli ancora bambini (Caterina, Luigi, Ippolita e Giovanna), si rivolse a Francesco da Paola perché compisse il miracolo di salvare il marito, ma il santo le rispose di non possia fare alcuna cosa perché lo Signor Dio volia lo dicto Signor Don Enrico con ipso.
Fra i presenti al tragico episodio vi fu Joanni Maurello il quale ricordò Enrico nell'epicedio Lamento per la morte di don Enrico d'Aragona, stampato a Cosenza nel 1478 e ritenuto il più antico componimento poetico in calabrese.
Gli succedettero nel feudo di Gerace, dapprima il figlio Luigi (1474-1519), che nel 1492 rinunciò al titolo per diventare Protonotario apostolico, e successivamente Carlo, il figlio postumo di Enrico. Luigi, divenuto cardinale, nel 1510 fece assassinare ad Amalfi la sorella Giovanna, il marito Antonio Beccadelli di Bologna, e i tre figlioletti; questa cupa vicenda ha ispirato fra gli altri Matteo Bandello (Novella XXVI, Il signor Antonio Bologna sposa la duchessa di Malfi e tutti dui sono ammazzati), John Webster (La duchessa di Amalfi) e Lope de Vega (Il maggiordomo della duchessa di Amalfi).

## Nella cultura di massa
- Nella serie televisiva anglo-italiana del 2016-2019 I Medici, Enrico è impersonato dall'attore Daniele La Leggia.

## Discendenza
Dal matrimonio con Polissena Ventimiglia nacquero cinque figli:
- Luigi (1474-1519), cardinale, successe al padre come marchese di Gerace, incontrò Leonardo da Vinci e fu protettore di numerosi artisti e letterati e consigliere strettissimo di Giulio II e Leone X;
- Giovanna (1477-1510), sposò Alfonso I Piccolomini, duca di Amalfi e nipote di Pio III, fu reggente del ducato di Amalfi dal 1498 al 1510. Sposò clandestinamente Antonio Beccadelli di Bologna e la sua tragica morte ha ispirato numerose opere letterarie e teatrali;
- Ippolita (1468-1529), sposò Carlo Pandone, conte di Venafro. Fu reggente della contea di Venafro dal 1499 al 1514;[5]
- Caterina, sposò Gentile Orsini, figlio di Niccolò Orsini, conte di Nola e Pitignano;
- Carlo, successe al fratello Luigi come marchese di Gerace.

## Ascendenza
|                                      |   |                         | Genitori                     |  |  | Nonni |  |  | Bisnonni                           |  |  | Trisnonni                          |  |
|                                      |   |                         |                              |  |  |       |  |  | Ferrante I, re d'Aragona e Sicilia |  |  | Giovanni I, re di Castiglia e León |  |
|                                      |   |                         |                              |  |  |       |  |  | Ferrante I, re d'Aragona e Sicilia |  |  | Giovanni I, re di Castiglia e León |  |
|                                      |   | Eleonora d'Aragona      |                              |  |  |       |  |  | Ferrante I, re d'Aragona e Sicilia |  |  |                                    |  |
| Alfonso V, re d'Aragona e Napoli     |   |                         |                              |  |  |       |  |  | Ferrante I, re d'Aragona e Sicilia |  |  |                                    |  |
|                                      |   | Eleonora d'Alburquerque | Sancho, conte d'Alburquerque |  |  |       |  |  |                                    |  |  |                                    |  |
|                                      |   | Eleonora d'Alburquerque | Sancho, conte d'Alburquerque |  |  |       |  |  |                                    |  |  |                                    |  |
|                                      |   | Eleonora d'Alburquerque | Beatrice del Portogallo      |  |  |       |  |  |                                    |  |  |                                    |  |
| Ferrante I, re di Napoli             |   | Eleonora d'Alburquerque |                              |  |  |       |  |  |                                    |  |  |                                    |  |
|                                      |   | Enrico Carlino          | …                            |  |  |       |  |  |                                    |  |  |                                    |  |
|                                      |   | Enrico Carlino          | …                            |  |  |       |  |  |                                    |  |  |                                    |  |
|                                      |   | Enrico Carlino          | …                            |  |  |       |  |  |                                    |  |  |                                    |  |
| Gueraldona Carlino                   |   | Enrico Carlino          |                              |  |  |       |  |  |                                    |  |  |                                    |  |
|                                      |   | Isabella Carlino        | …                            |  |  |       |  |  |                                    |  |  |                                    |  |
|                                      |   | Isabella Carlino        | …                            |  |  |       |  |  |                                    |  |  |                                    |  |
|                                      |   | Isabella Carlino        | …                            |  |  |       |  |  |                                    |  |  |                                    |  |
| Enrico d'Aragona, marchese di Gerace |   | Isabella Carlino        |                              |  |  |       |  |  |                                    |  |  |                                    |  |
|                                      | … | …                       |                              |  |  |       |  |  |                                    |  |  |                                    |  |
|                                      | … | …                       |                              |  |  |       |  |  |                                    |  |  |                                    |  |
|                                      | … | …                       |                              |  |  |       |  |  |                                    |  |  |                                    |  |
| Zaccaria Guardato                    | … |                         |                              |  |  |       |  |  |                                    |  |  |                                    |  |
|                                      |   | …                       | …                            |  |  |       |  |  |                                    |  |  |                                    |  |
|                                      |   | …                       | …                            |  |  |       |  |  |                                    |  |  |                                    |  |
|                                      |   | …                       | …                            |  |  |       |  |  |                                    |  |  |                                    |  |
| Diana Guardato                       |   | …                       |                              |  |  |       |  |  |                                    |  |  |                                    |  |
|                                      |   | …                       | …                            |  |  |       |  |  |                                    |  |  |                                    |  |
|                                      |   | …                       | …                            |  |  |       |  |  |                                    |  |  |                                    |  |
|                                      |   | …                       | …                            |  |  |       |  |  |                                    |  |  |                                    |  |
| …                                    |   | …                       |                              |  |  |       |  |  |                                    |  |  |                                    |  |
|                                      |   | …                       | …                            |  |  |       |  |  |                                    |  |  |                                    |  |
|                                      |   | …                       | …                            |  |  |       |  |  |                                    |  |  |                                    |  |
|                                      |   | …                       | …                            |  |  |       |  |  |                                    |  |  |                                    |  |
|                                      |   | …                       |                              |  |  |       |  |  |                                    |  |  |                                    |  |